# Port of Miami (album)
Port of Miami – debiutancki album amerykańskiego rapera Ricka Rossa wydany 8 sierpnia 2006 r. Album sprzedał się w nakładzie ponad 722 000 kopii.

## Lista utworów
Opracowano na podstawie źródła
| #   | Tytuł                                              | Producent(ci)        | Czas |
| --- | -------------------------------------------------- | -------------------- | ---- |
| 1.  | "Intro"                                            |                      | 0:24 |
| 2.  | "Push It"                                          | J. R. Rotem          | 3:28 |
| 3.  | "Blow" (Featuring Dre)                             | Cool & Dre           | 4:10 |
| 4.  | "Hustlin'"                                         | The Runners          | 4:14 |
| 5.  | "Cross That Line" (Featuring Akon)                 | Akon & C. Fournier   | 4:33 |
| 6.  | "I'm Bad"                                          | K. Luck              | 3:53 |
| 7.  | "Boss" (Featuring Dre)                             | Cool & Dre           | 4:40 |
| 8.  | "For Da Low"                                       | Jazze Pha            | 4:21 |
| 9.  | "Where My Money (I Need That)"                     | The Runners          | 4:31 |
| 10. | "Get Away" (Featuring Mario Winans)                | Mario Winans         | 4:06 |
| 11. | "Hit U From The Back" (Featuring Rodney)           | The Runners          | 5:05 |
| 12. | "White House"                                      | DJ Toomp             | 4:01 |
| 13. | "Pots And Pans" (Featuring J Rock)                 | J Rock               | 4:35 |
| 14. | "It's My Time" (Featuring Lyfe Jennings)           | The Runners          | 4:15 |
| 15. | "Street Life" (Featuring Lloyd)                    | Big Reese            | 4:07 |
| 16. | "Hustlin' (Remix)" (Featuring Jay-Z & Young Jeezy) | The Runners          | 4:44 |
| 17. | "It Ain’t A Problem" (Featuring Carol City Cartel) | J. Venom             | 3:47 |
| 18. | "I'm A G" (Featuring Lil Wayne & Brisco)           | J. Venom             | 4:15 |
| 19. | "Prayer"                                           | Jean "J Rock" Borges | 4:08 |